# Accenteur de Radde
Espèce
Statut de conservation UICN

 LC  : Préoccupation mineure
L'Accenteur de Radde (Prunella ocularis), est une espèce de petits passereaux de la famille des Prunellidae.

## Nomenclature
Son nom commémore le naturaliste et explorateur prussien Gustav Ferdinand Richard Radde (1831-1903).

## Habitat et répartition
Cet oiseau vit dans les montagnes et prairies tempérées d'Asie de l'Ouest.